# Giuseppe Moioli
Giuseppe Moioli, italijanski veslač, * 8. avgust 1927, Mandello del Lario, Kraljevina Italija, † 5. maj 2025, Mandello del Lario, Italija.
Moioli je za Italijo nastopil na treh olimpijskih igrah, v letih 1948, 1952 in 1956. Leta 1948 je v disciplini četverec brez krmarja postal olimpijski prvak, sotekmovalci v čolnu so bili Elio Morille, Giovanni Invernizzi in Francesco Faggi. V isti disciplini se leta 1952 ni uvrstil v finale, leta 1956 pa je bil četrti.